# Bothriuridae
Bothriuridae – rodzina skorpionów. Skorpiony z tej rodziny mają swoich przedstawicieli w Ameryce Południowej, Afryce (południowa część), Azji (w Indiach) i Australii. Zamieszkują umiarkowane lub subtropikalne środowiska. Jedna z grup wywędrowała nawet w Himalaje (Cercophonius), gdzie skorpiony żyją w małych, 40 centymetrowych norach samodzielnie wykopanych lub w skalnych szczelinach. Nie ma informacji o ich potencjalnym niebezpieczeństwie dla człowieka, jednak w raportach Mahsberga (1999) pojawiła się wzmianka o dość dużej bolesności ukłucia gatunku Bothriurus i możliwości wystąpienia komplikacji w układzie krążenia. Skorpiony z tej rodziny rzadko są spotykane w hodowli.

## Rodzaje
- Bothriurus Peters, 1861
- Brachistosternus Pocock, 1893
- Brandbergia Prendini, 2003
- Brazilobothriurus Lourenco & Monod, 2000
- Centromachetes Lonnberg, 1897
- Cercophonius Peters, 1861
- Lisposoma Lawrence, 1928
- Orobothriurus Maury, 1975
- Pachakutej Ochoa, 2004
- Phoniocercus Pocock, 1893
- Tehuankea Cekalovic, 1973
- Thestylus Simon, 1880
- Timogenes Simon, 1880
- Urophonius Pocock, 1893
- Vachonia Abalos, 1954